# Sagu

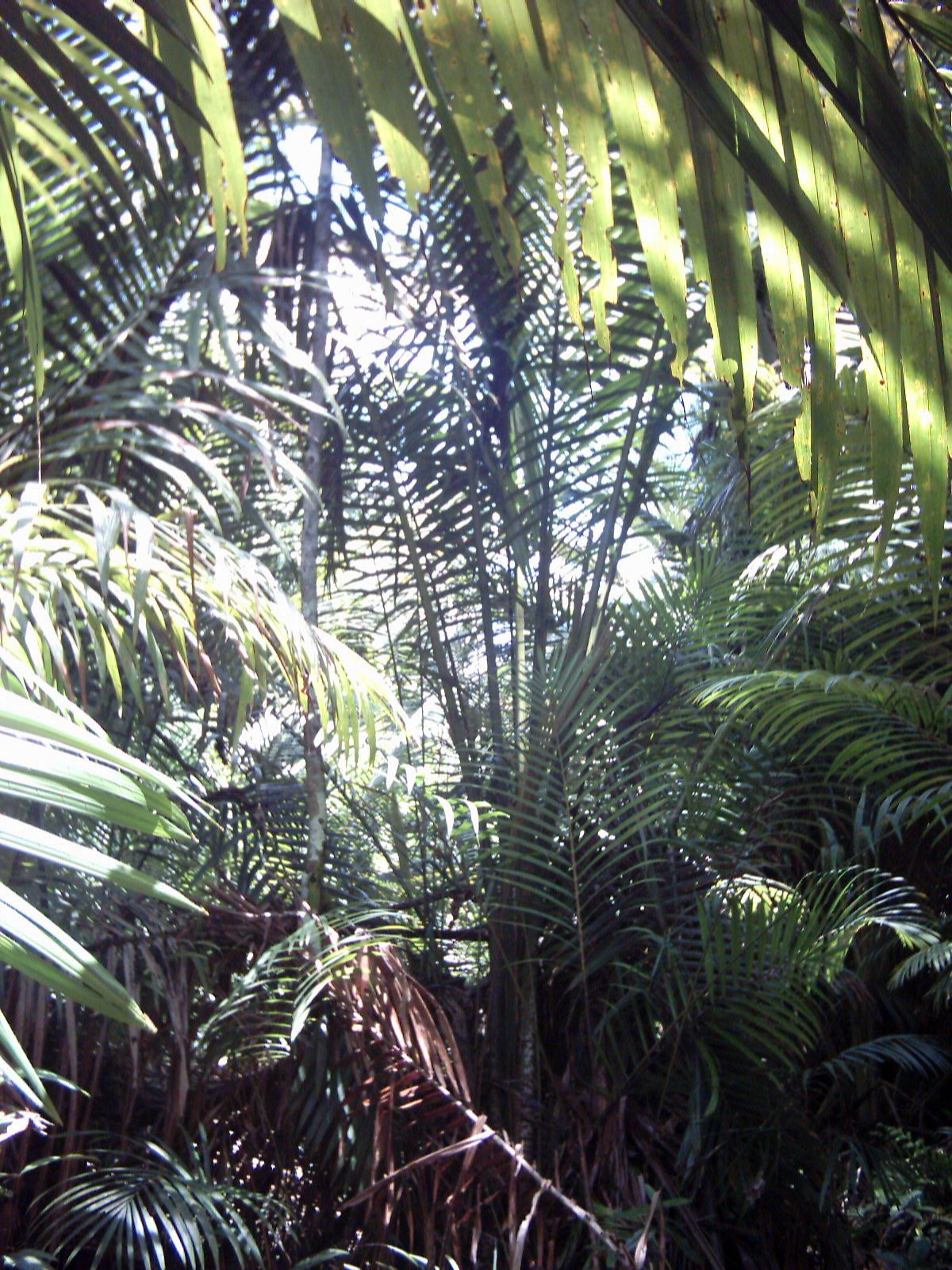
Saguzeiro em Nova Guiné

Sagu (do malaio "sago") é uma fécula de carboidratos (substância amilácea) em forma de grão extraída do interior esponjoso de várias espécies de palmeiras, chamadas popularmente/genericamente de sagueiros ou saguzeiros, sendo utilizada como alimento básico em diferentes lugares no mundo, é também a matéria prima de um mingau e da produção das bolinhas de sagu, na culinária do Sudeste Asiático, também chamado de pérolas (珍珠, zhēnzhū) ou boba (波霸, bōbà).
No Brasil, o termo refere-se principalmente ao produto amiláceo derivado da raiz de mandioca, também conhecido como tapioca artificial, pérola, ou sagu artificial; similar à tapioca, porém seu processo produtivo transforma a fécula de mandioca em bolinhas duras e opacas também usado na alimentação.
Este é livre de glúten, sendo indicado para a dieta de celíacos. Como possui alto teor de carboidratos, o sagu funciona como fonte de energia para o corpo.

## Extração

### Saguzeiros
O saguzeiro Metroxylon sagu é uma palmeira e costuma crescer muito rapidamente, cerca de 1,5 m por ano, nas planícies e pântanos de água doce dos trópicos. Costuma ser cortada com aproximadamente 15 anos de idade, logo antes de florescer. Isso porque os frutos da planta consomem o amido, deixando seu interior oco e fazendo a planta morrer. O interior esponjoso da palmeira é retirado, triturado e seu amido é extraído. Uma única palmeira pode fornecer cerca de 360 kg de amido seco.

### Sagu-de-jardim
Já a Cycas rumphii, conhecida como sagu-de-jardim, é uma planta ornamental que também pode ser usada na extração do sagu. Apesar de ser confundida com uma palmeira, na verdade é uma espécie diferente. Diferentemente do saguzeiro, as Cycas são tóxicas e precisam passar por um complexo processo para remoção de suas toxinas.

### Mandioca
Em seu formato mais popular no Brasil, a mandioca é limpa e ralada bem fina. Depois acrescenta-se água ao produto formando um goma úmida. Ela é passada por uma peneira de tecido grosso e com o movimento de vaivém em círculos feito com as mãos, a goma se transforma em bolinhas, que vão para um tacho em temperatura controlada e, depois, são postas para esfriar. Formam-se, assim, as bolinhas duras que, quando cozidas, amolecem e ficam transparentes.
Provavelmente por extensão de sentido, conforme explica o Dicionário Houaiss da Língua Portuguesa, os navegadores portugueses que transitavam entre América e Ásia associaram a palavra sagu à goma que os índios brasileiros extraíam da mandioca, a qual chamam de tapioca. Como a palavra tapioca designa também uma iguaria específica, estabeleceu-se que a fécula da mandioca granulada em formato de pequenas pérolas seria chamada "sagu" no português do Brasil.

## Usos

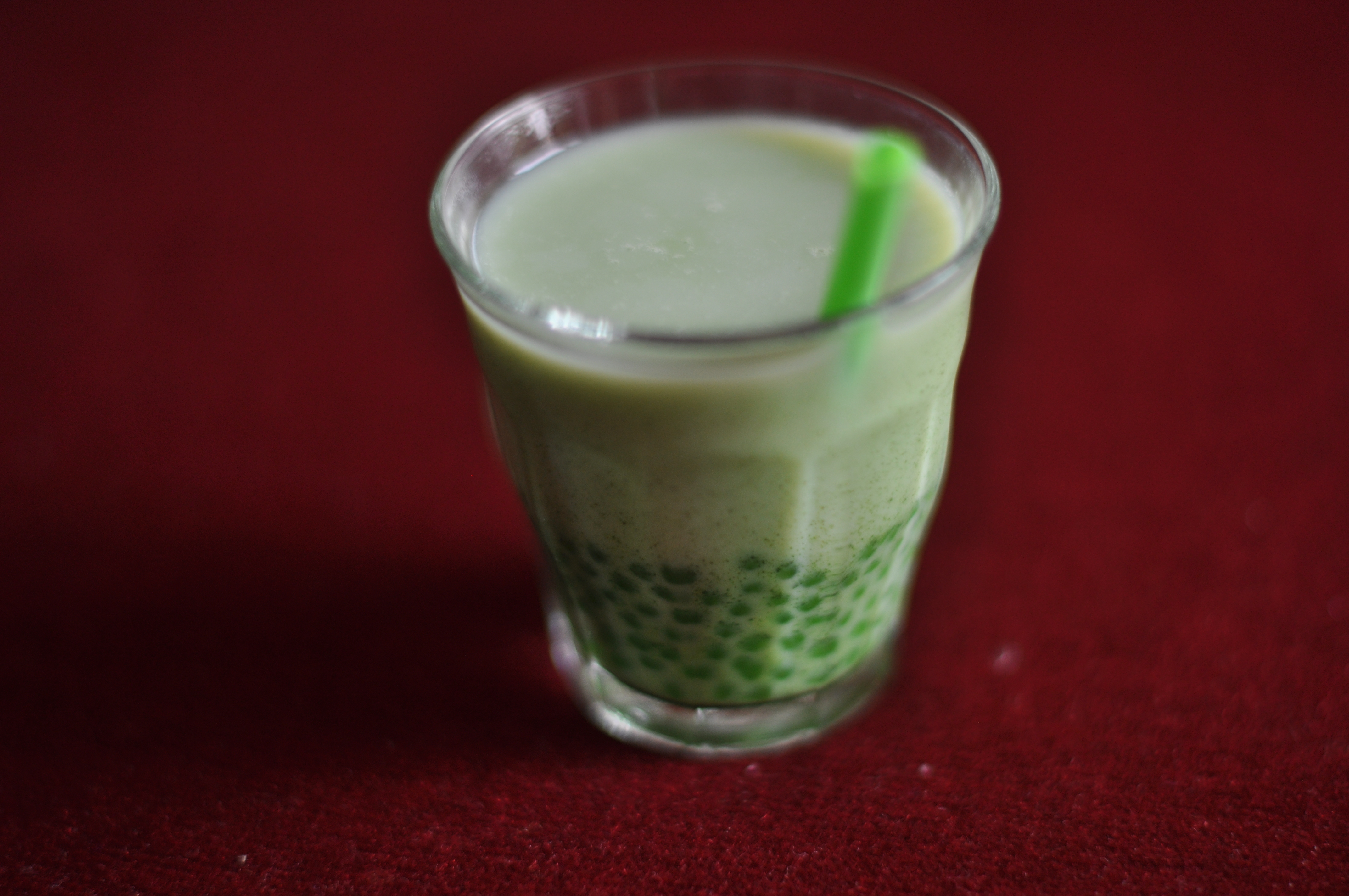
O bubble tea é uma bebida que mistura chás, sucos e leite com sagu

O uso mais comum do sagu é na alimentação, fazendo parte de inúmeras receitas, principalmente sobremesas. Tanto o sagu de saguzeiros quanto o da mandioca podem ser usados como substituição um do outro, mas nem sempre isso é possível.
O sagu do saguzeiro é muito utilizado em Nova Guiné, Brunei e na Indonésia em receitas como papeda, pampek e ambuyat. O amido do saguzeiro também é utilizado para engrossar outros pratos, para pudins ou na produção industrial de noodles ou de pão. Na Malásia, o prato típico keropok lekor utiliza o sagu como um de seus principais ingredientes, misturado com peixe. No Reino Unido, tanto o sagu natural quanto o de mandioca fazem parte de diferentes pudins de leite. Na Nova Zelândia, o sagu é cozido com água e suco de limão adoçado com xarope. Na Índia, o sagu de mandioca é usado em pratos como kheer, khichadi, vade e outros, sendo inclusive aceito como alimento em períodos religiosos de jejum. A medicina alternativa indiana também usa o sagu em alguns processos. Nas Filipinas, o taho é uma espécie de coalhada seca de leite de soja, servida com sagu cozido e calda de caramelo e vendida em barraquinhas de rua. Lá também é popular uma sopa doce com sagu e leite de coco. Em Taiwan e Hong Kong, as casas especializadas em bubble tea são uma febre. Em geral servido gelado, o chá verde vem com bolinhas de sagu depositadas no fundo do copo, que ficam pretas depois de torradas.
Em todo o Brasil o sagu é mais empregado em receitas doces, servido como sobremesa que também é chamada de sagu, feito com vinho, suco de uva, suco de laranja, suco de abacaxi, temperado ou não com especiarias, gengibre e/ou ervas aromáticas. Não se descarta seu uso em pratos salgados e sopas.
O sagu também é empregado no artesanato caseiro, com adição de corantes, essências e fixador para sabonete e embalados em um tipo especial de tecido para compor sachês perfumados.
Nos Estados Unidos, o sagu brasileiro é chamado de tapioca em pérola. Em 2008, o chefe norte-americano Andrew D'Ambrosi venceu um campeonato de culinária em um reality show com uma receita de faux caviar (falso caviar), usando sagu tingido com urucum e temperado com suco de laranja. Outros chefes também fazem o falso caviar cozinhando o sagu de mandioca em molho de soja e caldo de peixe temperado com hondashi.

## Galeria de imagens

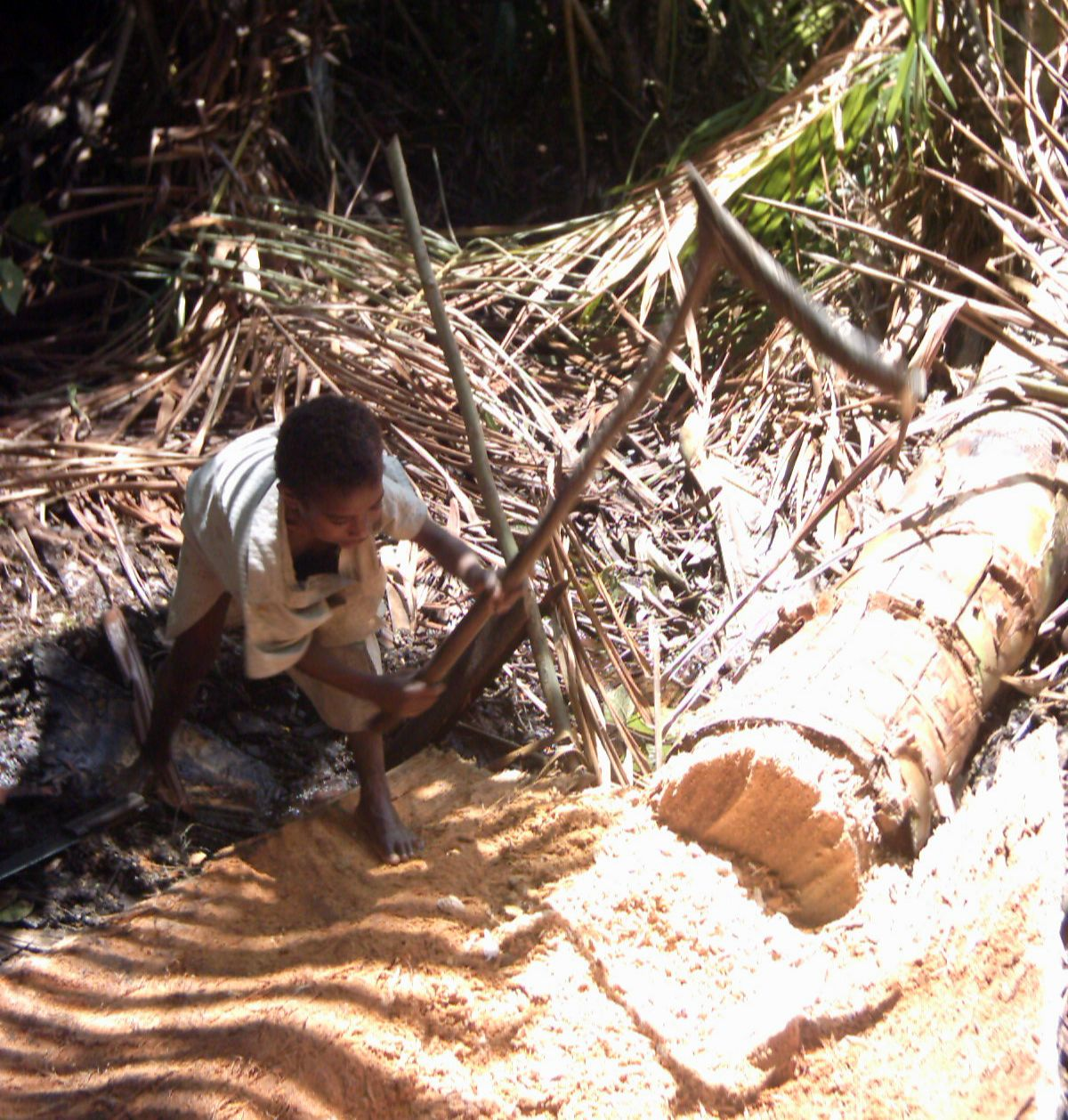
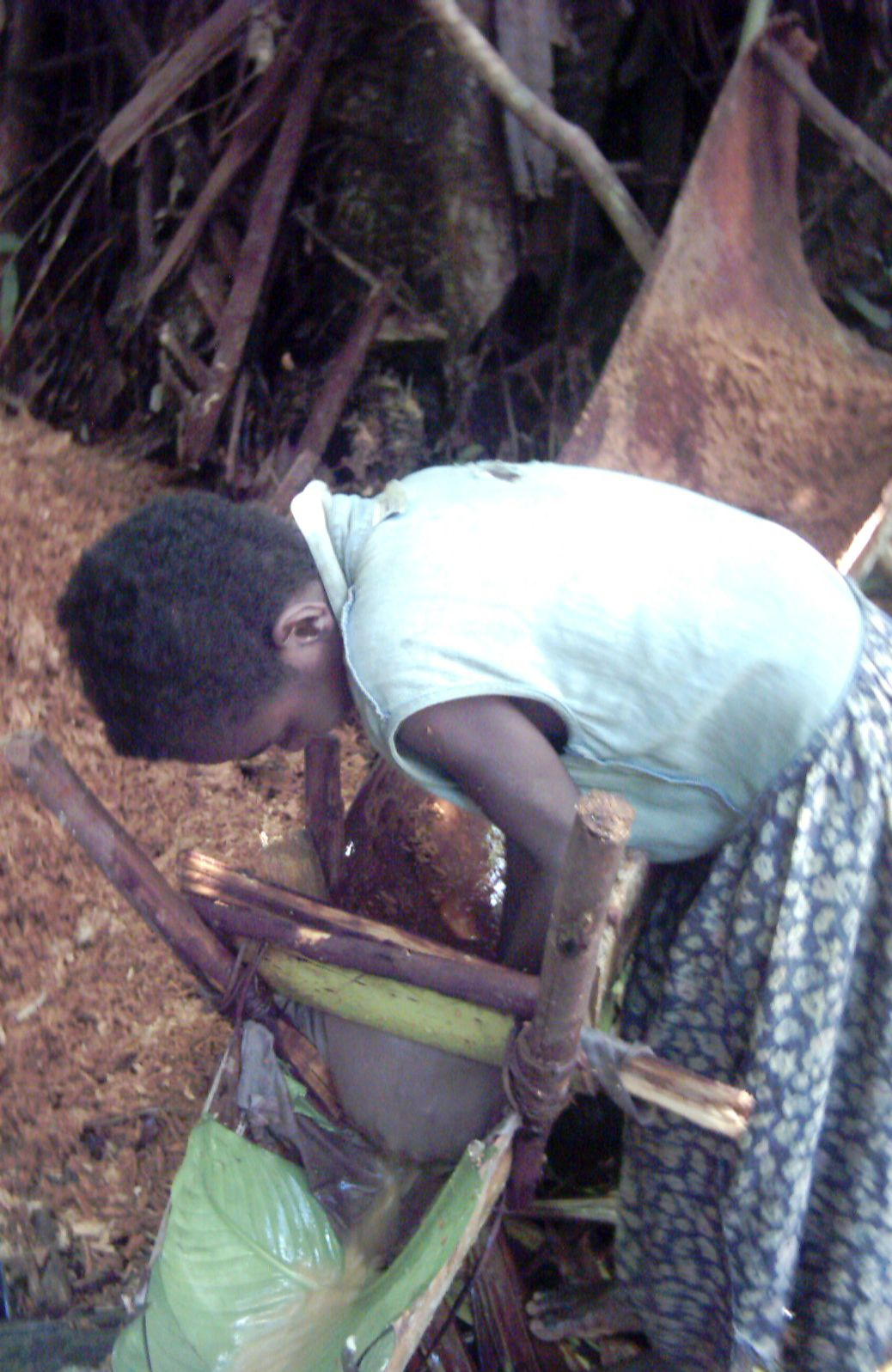
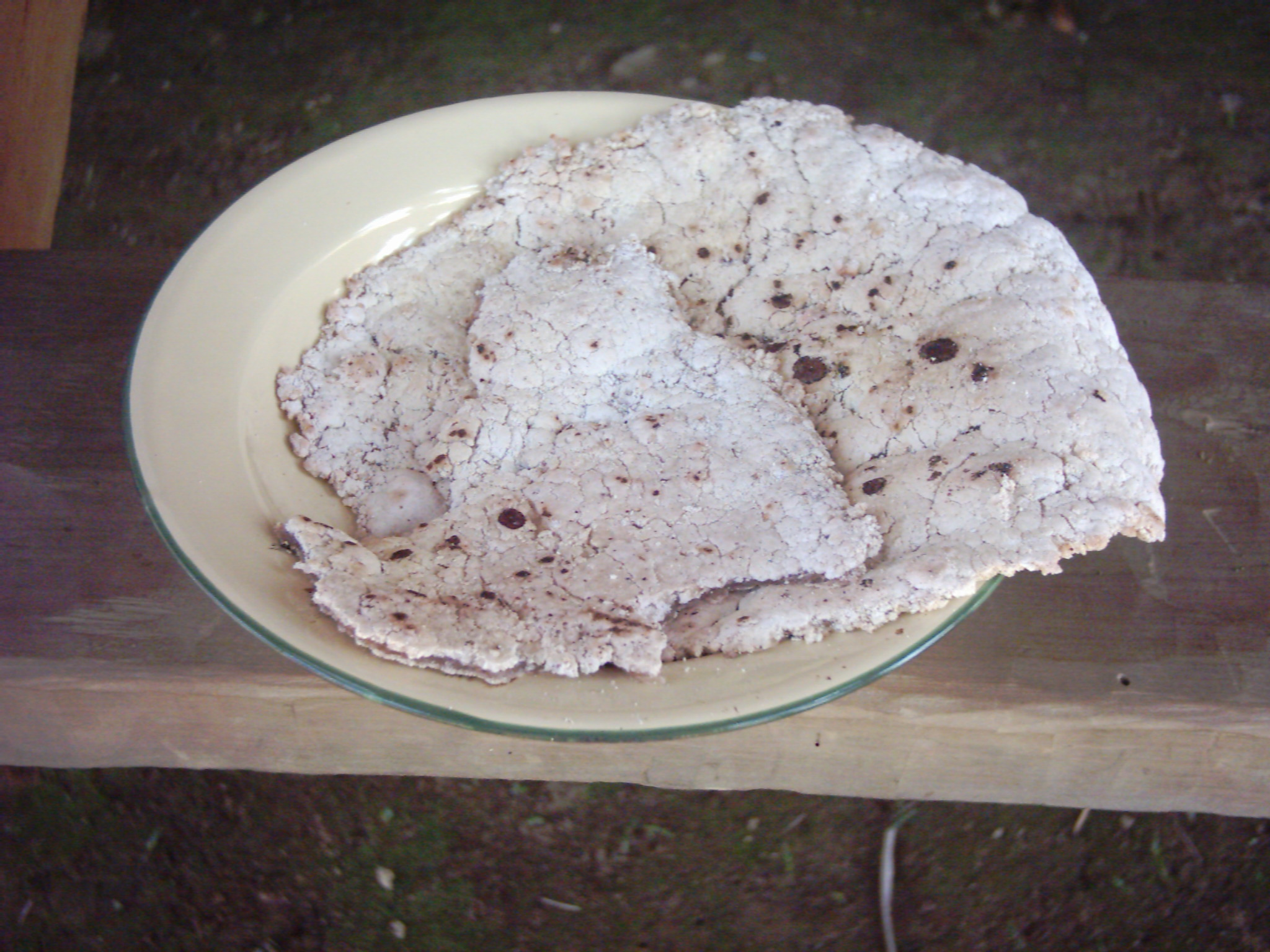